# Вороново (Талдомский городской округ)
Вороново — деревня в Талдомском районе Московской области России. Входит в сельское поселение Ермолинское.

## География
Расположена на севере Московской области, в восточной части Талдомского района, на правом берегу впадающей в Хотчу реки Костинки, примерно в 14 км к северо-востоку от центра города Талдома, с которым связана прямым автобусным сообщением (маршруты № 28 и № 34), у границы одного из участков государственного природного заказника регионального значения Журавлиная родина. Ближайшие населённые пункты — деревни Бородино, Дмитровка, Семягино и Терехово.

## История
В «Списке населённых мест» 1862 года — владельческая деревня 2-го стана Калязинского уезда Тверской губернии между Дмитровским и Углицко-Московским трактами, в 57 верстах от уездного города и 7 верстах от становой квартиры, при речке Кашинке, с 28 дворами и 217 жителями (112 мужчин, 105 женщин).
По данным 1888 года входила в состав Семёновской волости Калязинского уезда, проживало 226 человек (110 мужчин, 116 женщин).
По материалам Всесоюзной переписи населения 1926 года — деревня Семягинского сельского совета Семёновской волости Ленинского уезда Московской губернии, в 16 км от Кашинского шоссе и 16 км от станции Талдом Савёловской дороги, проживал 301 житель (149 мужчин, 152 женщины), насчитывалось 54 хозяйства, среди которых 49 крестьянских.
С 1929 года — населённый пункт в составе Ленинского района Кимрского округа Московской области.
Постановлением ЦИК и СНК от 23 июля 1930 года округа как административно-территориальные единицы были ликвидированы. Постановлением Президиума ВЦИК от 27 декабря 1930 года городу Ленинску было возвращено историческое наименование Талдом, а район был переименован в Талдомский.
1952—1954 гг. — центр Вороновского сельсовета Талдомского района.
1954—1959 гг. — деревня Куниловского сельсовета Талдомского района.
1959—1963, 1965—1994 гг. — деревня Ермолинского сельсовета Талдомского района.
1963—1965 гг. — деревня Ермолинского сельсовета Дмитровского укрупнённого сельского района.
1994—2006 гг. — деревня Ермолинского сельского округа Талдомского района.
С 2006 г. — деревня сельского поселения Ермолинское Талдомского муниципального района Московской области.

## Население
| 1859 | 1888 | 1926 | 2002 | 2006 | 2010 |
| ---- | ---- | ---- | ---- | ---- | ---- |
| 217  | ↗226 | ↗301 | ↘22  | ↘13  | ↗18  |